# Sommet ibéro-américain

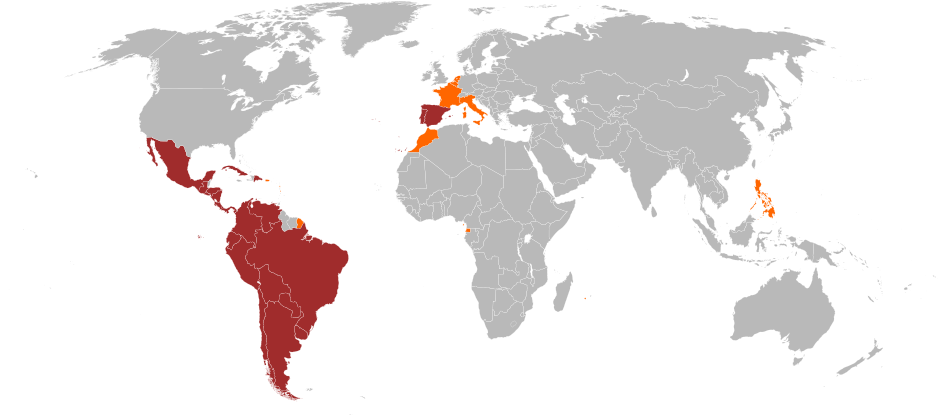
Pays participants aux sommets

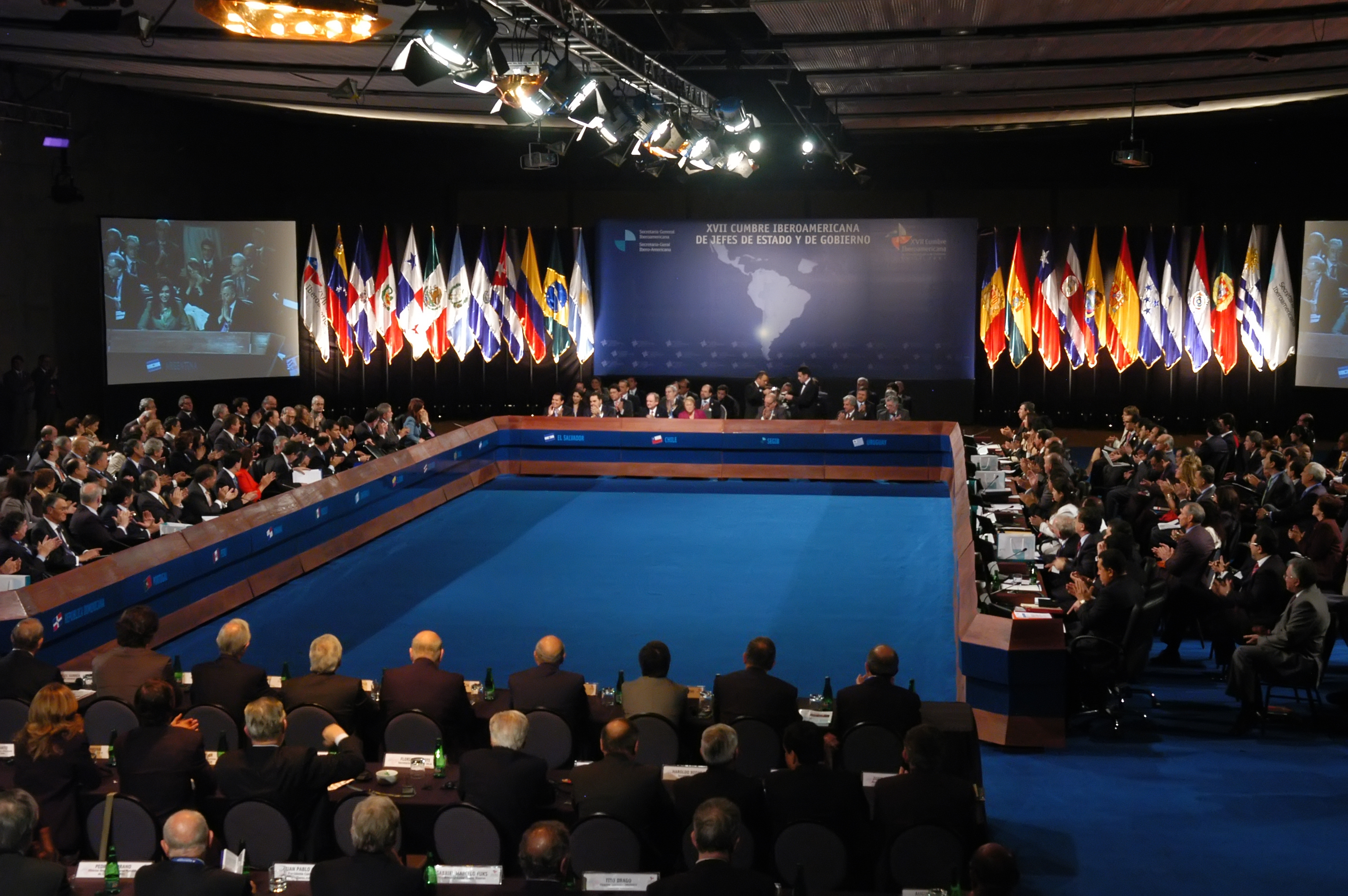
La XVIIe Cumbre Iberoamericana, à Santiago du Chili (2007)

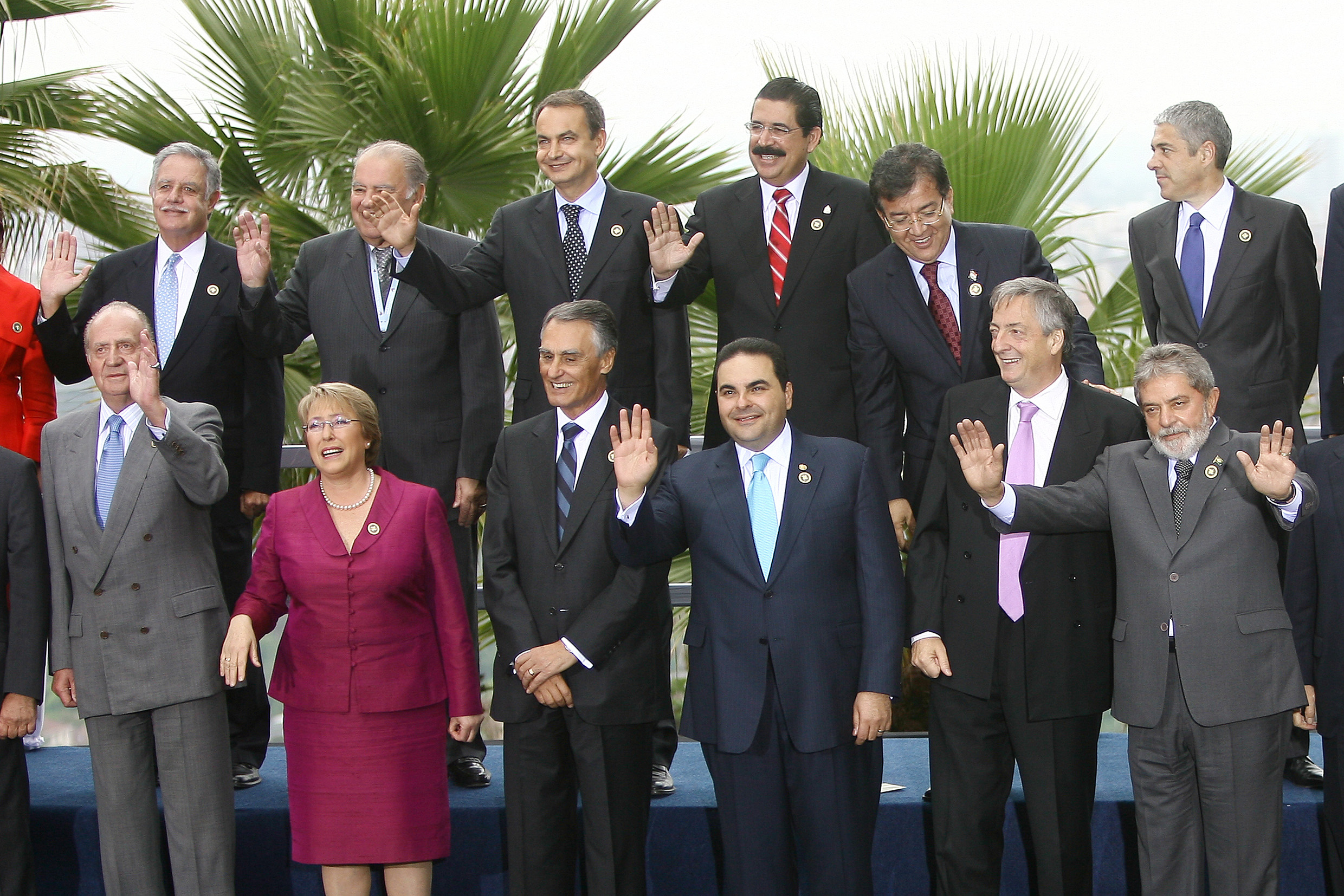
Une partie des dirigeants présents au XVIIe sommet ibéro-américain

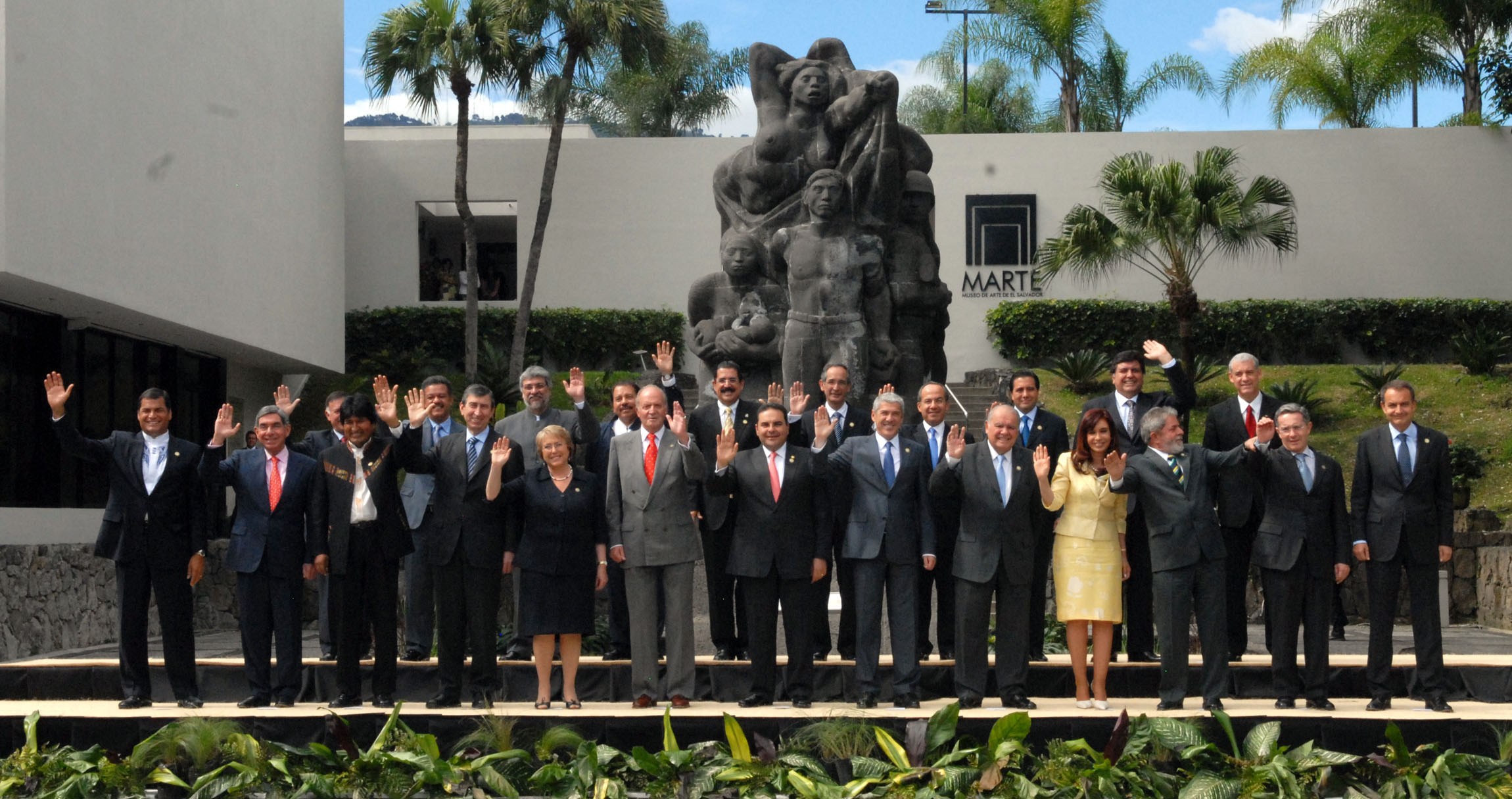
Les chefs d'État et de gouvernement au XVIIIe

Les Sommets ibéro-américains des chefs d'État et de gouvernement (Cumbres Iberoamericanas de Jefes de Estado y de Gobierno en espagnol,  Conferências Ibero-Americanas de Chefes de Estado e de Governo en portugais) sont des réunions annuelles qui rassemblent la plupart des chefs d'État d'Amérique latine et de la péninsule Ibérique, pays qui ont un héritage culturel en commun, notamment linguistique, à la suite de la colonisation de l'Amérique par l'Espagne et le Portugal.

## Membres

### Fondateurs
- Argentine
- Bolivie
- Brésil
- Colombie
- Costa Rica
- Cuba
- Chili
- Équateur
- Espagne
- Guatemala
- Honduras
- Mexique
- Nicaragua
- Panama
- Paraguay
- Pérou
- Portugal
- République dominicaine
- Salvador
- Uruguay

### Membres ayant adhéré par la suite
- Venezuela (1991)
- Andorre (2004)

### Membres observateurs associés
Les pays observateurs associés sont les suivants :
- Porto Rico (2001)
- Belgique (2009)
- Italie (2009)
- Philippines (2010)
- France (2010)
- Maroc (2010)
- Pays-Bas (2010)
- Haïti (2012)
- Japon (2013)
- Corée du Sud (2016)
- Luxembourg[2] (2021)
- Allemagne (2021)
- Hongrie (2021)

Candidats reconnus (année de reconnaissance de la candidature) :
- Timor oriental (2001)
- Belize (2005)

### Membres observateurs consultatifs
- Organisation des Nations unies pour l'alimentation et l'agriculture (2009)
- Facultad Latinoamericana de Ciencias Sociales (2009)
- Organisation de coopération et de développement économiques (2009)
- Organisation des États de la Caraïbe orientale (2009)
- Système économique latino-américain et caribéen (2009)
- Union latine (2009)
- Banque interaméricaine de développement (2010)
- Corporation andine de développement (2010)
- Programme alimentaire mondial (2010)

## Sommets
| Sommet | Lieu                     | Dates                           |
| 1er    | Guadalajara              | 18 - 19 juillet 1991            |
| 2e     | Madrid                   | 23 - 24 juillet 1992            |
| 3e     | Salvador                 | 15 - 16 juillet 1993            |
| 4e     | Carthagène des Indes     | 14 - 15 juin 1994               |
| 5e     | San Carlos de Bariloche  | 16 - 17 octobre 1995            |
| 6e     | Santiago et Viña del Mar | 13 - 14 novembre 1996           |
| 7e     | Île Margarita            | 8 - 9 novembre 1997             |
| 8e     | Porto                    | 17 - 18 octobre 1998            |
| 9e     | La Havane                | 15 - 16 novembre 1999           |
| 10e    | Panamá                   | 17 - 18 novembre 2000           |
| 11e    | Lima                     | 17 - 18 novembre 2001           |
| 12e    | Bavaro                   | 15 - 16 novembre 2002           |
| 13e    | Santa Cruz de la Sierra  | 14 - 15 novembre 2003           |
| 14e    | San José                 | 18 - 20 novembre 2004           |
| 15e    | Salamanque               | 14 - 15 octobre 2005            |
| 16e    | Montevideo               | 3 - 5 novembre 2006             |
| 17e    | Santiago                 | 8 - 10 novembre 2007            |
| 18e    | San Salvador             | 29 - 31 octobre 2008            |
| 19e    | Estoril                  | 30 novembre - 1er décembre 2009 |
| 20e    | Mar del Plata            | 3 - 4 décembre 2010             |
| 21e    | Asuncion                 | 28 - 29 octobre 2011            |
| 22e    | Cadix                    | 16 - 17 novembre 2012           |
| 23e    | Panamá                   | 18 - 19 octobre 2013            |
| 24e    | Veracruz                 | 8 - 9 décembre 2014             |
| 25e    | Carthagène des Indes     | 28-29 octobre 2016              |
| 26e    | Antigua                  | 15-16 novembre 2018             |
| 27e    | Andorre-la-Vieille       | 21 avril 2021                   |
| 28e    | Saint-Domingue           | 24 mars 2023 - 25 mars 2023     |
| 29e    | Quito                    | 2025                            |